# Progress (Amur)
Progress (russisch Прогресс) ist eine Siedlung städtischen Typs in der Oblast Amur (Russland) mit 9918 Einwohnern (Stand 1. Oktober 2021).

## Geographie
Die Siedlung liegt etwa 160 km Luftlinie südöstlich der Oblasthauptstadt Blagoweschtschensk unweit der Stadt Raitschichinsk am Flüsschen Kiwda, gut 10 km oberhalb dessen Mündung in die Bureja. Die Kiwda ist bei Progress zu einem kleinen Stausee angestaut.
Progress bildet einen der Oblastverwaltung direkt unterstellten Stadtkreis, zu dem noch die Orte Noworaitschichinsk und Kiwda gehören.

## Geschichte
Die Geschichte des Ortes beginnt 1927, als hier von Umsiedlern aus Weißrussland unweit des älteren Dorfes Kiwda ein Kolchos gleichen Namens (Progress für Fortschritt) gegründet wurde. In den 1930er-Jahren wurde eine Eisenbahnstrecke nach Raitschichinsk und zu den dort neu erschlossenen Braunkohletagebauen durch den Ort geführt.
1946 wurde nahe Progress mit der Errichtung verschiedener Industriebetriebe und des Raitschichinsker Wärmekraftwerkes begonnen, das am 25. Oktober 1953 seinen Betrieb aufnahm. 1956 erhielt der Ort den Status einer Siedlung städtischen Typs und wurde der westlichen Nachbarstadt Raitschichinsk administrativ unterstellt.
Im Rahmen einer Verwaltungsreform wurde Progress 2005 in einen selbständigen Stadtkreis (Gorodskoi okrug) ausgegliedert.

### Einwohnerentwicklung
| Jahr | Einwohner |
| ---- | --------- |
| 1959 | 9.503     |
| 1970 | 13.480    |
| 1979 | 13.065    |
| 1989 | 14.345    |
| 2002 | 13.080    |
| 2010 | 11.156    |
| 2021 | 9.918     |

Anmerkung: Volkszählungsdaten

## Wirtschaft und Infrastruktur
Neben dem Wärmekraftwerk Raitschichinskaja GRES mit einer Leistung von 219 Megawatt gibt es in Progress Betriebe der Bauwirtschaft, der Lebensmittelindustrie sowie des Maschinen- und Gerätebaus.
Die Siedlung liegt an der Eisenbahnstrecke, die seit 1936 von der Station Bureja der Transsibirischen Eisenbahn nach Raitschichinsk führt (Stationen Amurskaja, Streckenkilometer 12 und Progress, km 16). Durch den Ort führt die Regionalstraße R 466, die die R 461 Blagoweschtschensk – Oblutschje bei Raitschichinsk mit Bureja und Nowobureiski an der Fernstraße M58 Amur verbindet.